# Ralf Kabelka

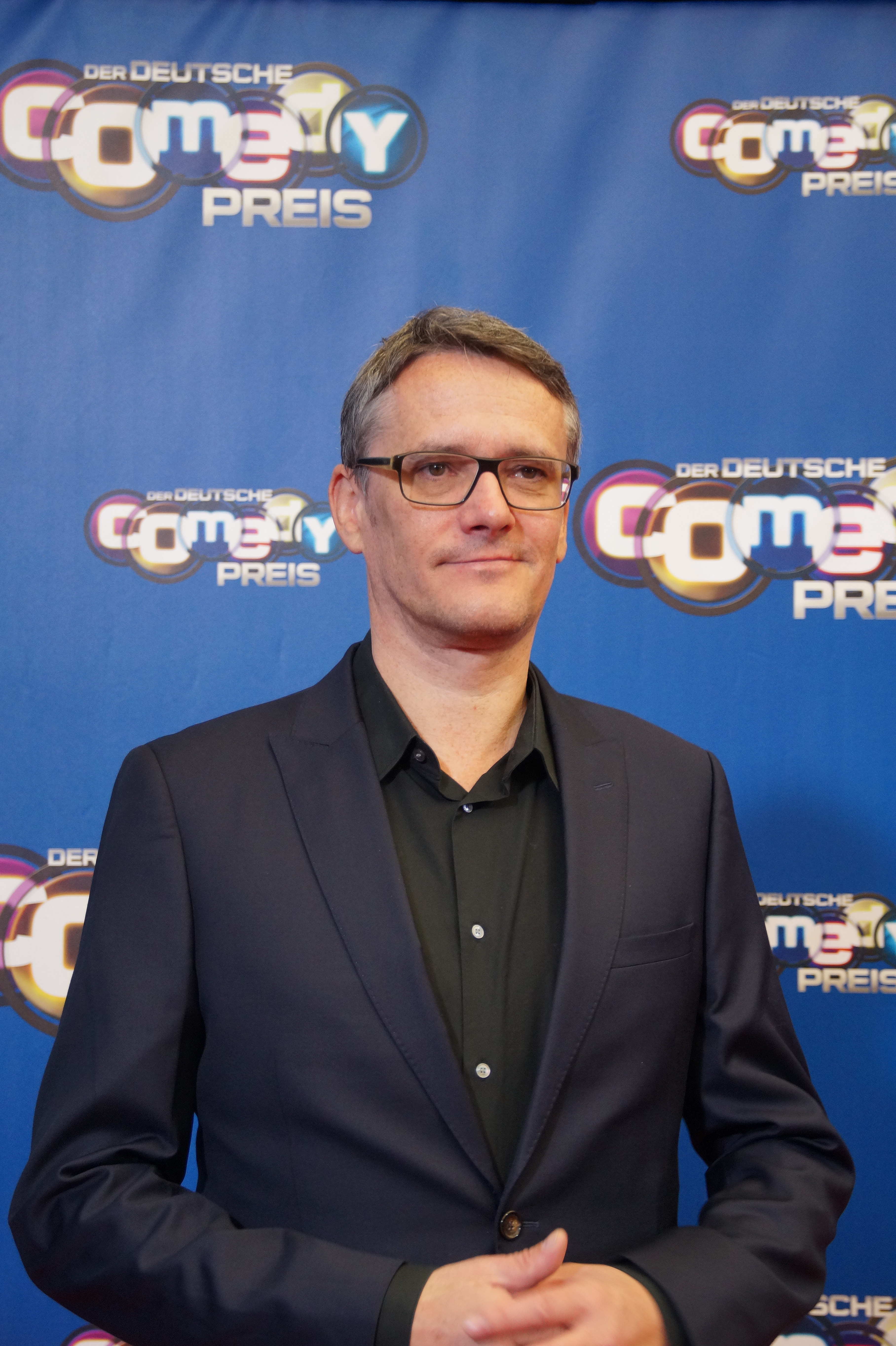
Ralf Kabelka beim Comedypreis 2016, Oktober, Köln

Ralf Kabelka (* 4. Dezember 1964 in Paderborn) ist ein deutscher Autor und Komiker. Einem breiten Publikum wurde er ab 16. März 2000 durch seine Rolle als Dr. Udo Brömme in der Harald Schmidt Show bekannt.

## Leben
Kabelka machte 1984 sein Abitur am Reismann-Gymnasium Paderborn. Gemeinsam mit Rüdiger Hoffmann war er in einer Kabarettgruppe mit dem Namen „Die Pappnasen“. Kabelka war bis zum Ende der Harald Schmidt Show für Harald Schmidt als Redaktionsmitglied und Gagschreiber in der Bonito TV Produktionsgesellschaft mbH tätig. Nach dem Ende der Show im Dezember 2003 arbeitete er zunächst als Autor für die Sendung Was guckst du? auf Sat.1 und studierte zudem Publizistik, Informationswissenschaft und Theaterwissenschaft an der Freien Universität Berlin. Seit Sommer 2005 arbeitete er bei Günther Jauchs Produktionsfirma I & U Information und Unterhaltung TV Produktion GmbH & Co. KG in Köln, unter anderem als Autor für die RTL-Show Hape trifft! mit Hape Kerkeling.
Kabelka schrieb zusammen mit dem ebenfalls aus Paderborn stammenden Rüdiger Hoffmann einige Bühnenprogramme, arbeitete als Autor unter anderem für das DeutschlandRadio Berlin, für Thomas Koschwitz und als Drehbuchautor für Switch reloaded.
Für die Sendung Schmidt & Pocher war Kabelka seit 2007 wieder im Team und trat in Einspielern und in der Show als „Udo Brömme“ und „Günter“ vom Wallrafplatz auf. Nachdem der ehemalige Sidekick Manuel Andrack das Team verlassen hatte, übernahm Kabelka in der Sommerpause 2008 den Posten des Redaktionsleiters.
Von Mai 2009 bis Mai 2012 war er Redaktionsleiter der Sendung Harald Schmidt bei der Bonito TV Produktionsgesellschaft in Köln.
Im September 2012 trat Kabelka erstmals in einem Einspieler der heute-show auf. Darin persiflierte er den Schweizer Politiker Erich Hess. Zudem ist er auch als Autor für die Satiresendung tätig.
Von 2013 bis 2019 war er als Autor, Sprecher und Jan-Böhmermann-Sidekick für das Neo Magazin Royale tätig.

## Figur des Udo Brömme
Als Dr. Udo Brömme spielte er einen CDU-Politiker und produzierte etwa 30 Einspielfilme für die Harald-Schmidt-Show. 2008 war er für die Show Schmidt & Pocher in der ARD tätig.
Der fiktive Politiker aus Bückel/Bückle bei Pelzlau ist Mitglied der CDU und Landtagsabgeordneter des Erftkreises in Nordrhein-Westfalen. Die Altersangaben variieren: Im Jahr 2000 war er zunächst 29 Jahre alt, dann 34 Jahre alt.
Sein politischer Werdegang begann in der Jungen Union in Köln. Dort übernahm er 1991 den Vorsitz. 1992 wurde er in den Gemeinderat der Stadt Köln gewählt. Seit 1996 ist er Abgeordneter im nordrhein-westfälischen Landtag in Düsseldorf.
Seit 2005 benutzt Kabelka seine Figur des Dr. Udo Brömme für eine Werbekampagne der Südtiroler Apfelbauern.
Nach langer Abwesenheit hatte Dr. Udo Brömme am 28. Februar 2008 sein Comeback bei Schmidt & Pocher. 
2009 veröffentlichte er unter Dr. Udo Brömme das Buch Zukunft ist gut für alle – Geheimrezepte eines Premium-Politikers.